# Piz Julier
Piz Julier je třetí nejvyšší štít pohoří Albula, nacházející se v kantonu Graubünden, ve Švýcarsku. Leží na sever od toku Innu a tvoří kamennou kulisu světoznámému středisku St. Moritz. Z vrcholu je výborný výhled na krajinu Engadinských jezer, ležící o více než 1500 metrů níže a na ledovce Berniny, vystupující na druhé straně údolí Engadin.

## Náročnost
Cesta na Piz Julier ze Svatého Mořice je ryze vysokohorskou túrou. Převýšení je 1600 m. V roce 1992 bylo na dlouhém hřebeni Piz Julier instalováno umělé zabezpečení, což výrazně snížilo obtížnost výstupu. I tak ale mohou nastat problémy při překonávání častých sněhových polí, či závějí, držících se ve vyšších partiích hory prakticky po celý rok.

## Výstup
Ze Svatého Mořice (část Champfer) postupujeme prudším stoupáním kolem potoka asi 400 výšk. metrů až na polany Alp Suvretta. Usnadnit výstup lze výjezdem sedačkovou lanovkou na stanici Suvretta (2182 m) a odtud traversem na stejnojmennou louku, kde začíná samotný výstup. Z cesty pokračujeme vlevo pod skalním amfiteátrem vrcholu Julier. Středem kotle vystoupíme na sedlo Fuorcla Albana s malým bivakem, či přístřeškem. Výstup pokračuje přímo po ostří jižního hřebene, na několika místech zajištěného lany a řetězy. Takto dosáhneme přes jižní stěnu vrcholového hřebene. V závěru opět instalace jistících pomůcek, nás místy poměrně exponovaně dovede na vrchol. Díky své výšce a určité izolovanosti je Piz Julier vyhlášeným rozhledovým bodem. Sestup stejnou cestou.
Délka: Svatý Mořic - Alp Suvretta - Fuorcla Albana (2,30 hod.) - Piz Julier (2 hod.) - sestup (3 hod.) Celkem 7,30 hod.

## Mapa
- LKS č. 268T (Julierpass) - 1:50 000